# Michel Garneau
Michel Garneau (ur. 25 kwietnia 1939 w Montrealu, zm. 13 września 2021 w Magog) – francuskojęzyczny poeta i dramaturg kanadyjski.

## Życiorys
Urodził się i wychował w Montrealu. Porzucił szkołę w wieku 14 lat, po samobójstwie jego 23-letniego brata Sylvaina (również poety). Od 1954 r. związał się z ośrodkami radiowymi Ottawy i Montrealu jako spiker, prowadzący, scenarzysta i reżyser audycji. Dokształcał się w montrealskim konserwatorium oraz w École nationale de théâtre du Canada, w której następnie przez ponad 20 lat był wykładowcą.
Napisał ponad czterdzieści sztuk dramatycznych, opowiadania dla radia i wiele wierszy wydawanych w ukazujących się od 1956 tomikach poetyckich.

## Źródła
- Antologia poezji Quebeku / Anthologie de la poésie québécoise. Wrocław: Wydawnictwo Uniwersytetu Wrocławskiego, 1985, s. 330-331. ISBN 83-229-0161-5.